# Sunismo

Estados islámicos con más de un 10% de población musulmana.
Verde: zonas suníes, Rojo: zonas chiíes, Azul: Ibadíes (Omán).

Los suníes o sunitas (en idioma árabe, سنّة) ʾAhlu-s-Sunnati wa-l-Jamāʿah (en árabe: أهل السنة والجماعة‎) son la facción musulmana mayoritaria en la comunidad islámica mundial, seguido por el 87-90% de todos los musulmanes del mundo. Se caracteriza por un énfasis mayor en el profeta, los sahaba (en particular los califas Rashidun) y las costumbres de allí derivadas. Su nombre procede del hecho de que, además del Corán, son devotos de la Sunna, colección de dichos y hechos atribuidos al profeta Mahoma. Aunque el islam sunita se compone de una variedad de escuelas teológicas y legales que se desarrollaron a través de entornos históricos, localidades y culturas, los sunitas de todo el mundo comparten algunas creencias comunes: la aceptación de la legitimidad de los primeros cuatro sucesores del profeta Mahoma (Abu Bakr, Úmar ibn al-Jattab, Uthmán ibn Affán y Ali ibn Abi Tálib), y la creencia de que otros grupos islámicos han introducido innovaciones (bidah), a partir de la creencia mayoritaria. Las diferencias entre musulmanes sunitas y chiitas surgieron de un desacuerdo sobre quién debía suceder a Mahoma y en adelante adquirieron mayor significación política, así como dimensiones teológicas y jurídicas.
De acuerdo con las tradiciones sunitas, Mahoma no designó claramente un sucesor y la comunidad musulmana actuó de acuerdo con su Sunna eligiendo a su suegro Abu Bakr como primer califa. En contraste, el chiismo sostiene que Mahoma anunció a su yerno y primo Ali ibn Abi Tálib como su sucesor, particularmente durante el sermón de Ghadir Khumm. Las tensiones políticas entre sunitas y chiitas ha continuado con distinta intensidad a lo largo de la historia islámica y en tiempos recientes se han exacerbado a causa de los conflictos étnicos y el surgimiento del Wahabismo.
El islam suní se desarrolló a partir de las luchas en el islam temprano sobre el liderazgo. Las posiciones políticas y religiosas surgieron de las disputas sobre la definición de la creencia "verdadera", la libertad y el determinismo. Los sunitas tienden a rechazar el racionalismo excesivo o el intelectualismo en cuestiones de credo, centrándose en el espíritu y la intención de las fuentes primarias y utilizando argumentos racionales, cuando fuese necesario, para defender la ortodoxia y refutar la herejía.
En lengua árabe, los seguidores del islam sunita son llamados ahl as-sunnah wa l-jamāʻah ("el pueblo de la Sunna y la comunidad") o simplemente ahl as-Sunnah. Si bien el islam sunita es a veces llamado "islam ortodoxo," algunos académicos consideran esta traducción como inapropiada.
El Corán, junto con los hadices (especialmente aquellos recopilados en el Kutub al-Sittah) así como el consenso jurídico obligante, forman la base de toda la jurisprudencia tradicional dentro del islam suní. Los decretos de la Sharia se derivan de estas fuentes básicas además del razonamiento analógico, la consideración del bienestar público y la discreción jurídica, utilizando los principios de jurisprudencia desarrollados por las escuelas tradicionales de leyes. En asuntos de credo, la tradición sunita defiende los seis pilares del Imán (religión) (la fe), y comprende las escuelas Ash'ari y Maturidi de teología racionalista, así como la escuela textualista conocida como teología tradicionalista. 

## Origen
Una de las grandes religiones monoteístas del mundo surgió en el año 610 d. C. en Arabia, según la revelación a Mahoma por parte del Arcángel Gabriel en el monte Hira  La revelación es reproducida en versículos denominados aleyas, los cuales se reúnen en capítulos, llamados suras, los cuales forman, orgánicamente, lo que se conoce como el texto sagrado del Corán. Muerto el profeta Mahoma en 632 d. C.; sus seguidores comenzaron a cuestionar quién sería su sucesor.
Los tres primeros califas fueron Abu-Bakr, Úmar y Uthmán. Tras el asesinato de este último, Ali Ibn Abi Talib, primo y yerno de Mahoma (Alí se casó con Fátima, hija de Mahoma), además de padre de sus nietos, reclamó sus derechos sucesorios y fue elegido cuarto califa (656-661), aunque no por unanimidad, y se encontró con una oposición violenta encabezada por Mu'awiya, miembro del clan Omeya y gobernador de Siria. Ambos grupos lucharon en la batalla de Siffin en el año 657, donde los partidarios de Alī fueron derrotados, quedando Mu'awiya como nuevo califa. Alí fue asesinado en 661 y sus partidarios reconocieron como su sucesor a su hijo Hussein, quien murió posteriormente en la batalla de Kerbala (680). Este conflicto dio origen a los dos grupos más importantes dentro del islam: los suníes y los chiíes. El tercer grupo en importancia es el de los jariyí.
Los suníes, que representan el 85% de los musulmanes, siguieron la elección de los cuatro primeros Califas, llamados Los Bien Guiados. El nombre suní viene de Sunna, de la expresión árabe Ahl as-Sunnah ul-Muhammad wa’l-Jamā‘ah, que significa “pueblo del ejemplo de Mahoma y de la comunidad.” Los suníes reciben su nombre debido a la importancia que dan a la Sunna, colección de dichos y hechos atribuidos a Mahoma y transmitidos en forma oral. En otras palabras, no solo se basan en el Corán, sino también en la Sunna.
Los chiíes, que suponen aproximadamente el 10% de los musulmanes, consideran que Alí fue el iniciador de la línea sucesoria de Mahoma. Etimológicamente, chií viene de Shiat 'Alī (partido de Ali). Los chiíes consideran que los califas posteriores a la muerte de 'Alī han sido usurpadores.
Los jariyíes (también denominados karijitas) pensaban que la dignidad califal emanaba de la comunidad, que debe elegir libremente al más digno "aunque sea un esclavo negro".

## Historia
Un error común consiste en asumir que el islam suní representa un islam normativo que surgió durante el periodo que siguió a la muerte de Mahoma, y que el sufismo y el chiismo se desarrollaron a partir del islam suní. Esta percepción se debe en parte al basarse en fuentes altamente ideológicas que se han aceptado como trabajos históricos confiables, así como al hecho de que la inmensa mayoría de musulmanes es sunita. En realidad, tanto el sunismo como el chiismo son el resultado de varios siglos de competición entre ideologías. Las dos vertientes se han usado una a la otra para cementar sus propias identidades y doctrinas.
Los primeros cuatro califas son conocidos entre los suníes como los Rashidun o "los Bien Guiados". Los suníes reconocen al antes mencionado Abu Bakr como el primero, Úmar como el segundo, Uthmán como el tercero y Alí como el cuarto. Los suníes reconocieron a diferentes gobernantes como califas, si bien no incluyeron a nadie más en la lista de los Rashidun tras el asesinato de Alí, hasta que el califato fue abolido constitucionalmente en Turquía el 3 de marzo de 1924.

### Transición de Califato a Monarquía Dinástica del clan Banu Omeya
Para el momento de su muerte en el año 632 (a la edad de 62 años), Mahoma había conquistado La Meca y unido a las tribus de Arabia bajo un solo gobierno religioso. Mahoma había ya propuesto la Carta de Medina, una constitución creada para poner fin a las amargas luchas entre las tribus en Medina, instituyendo un  número de derechos y responsabilidades para las comunidades musulmanas, judías y paganas, uniéndolas a todas bajo el manto de la Umma. La revolución de Mahoma fue la causa de numerosos cambios sociales y había creado una sociedad relativamente igualitaria. Con la muerte de Mahoma empezaron los desacuerdos sobre quién debía sucederlo como líder de la comunidad musulmana. Abu Bakr, un compañero y amigo íntimo de Mahoma fue escogido como primer califa. Bajo el gobierno de Abu Bakr, los musulmanes aplastaron una rebelión de las tribus árabes en un episodio conocido como las Guerras Ridda (o Guerras de la Apostasía), el Corán se compiló en un solo volumen durante este tiempo. La muerte de Abu Bakr en 634, dos años después de ser elegido resultó en la sucesión de Úmar ibn al-Jattab como el segundo califa. 
Las semillas de una metamorfosis de un califato a un reino se habían sembrado, como lo había temido Úmar, ya desde el régimen del tercer califa Uthmán, quien nombró en importantes cargos del gobierno a muchos de los miembros de su propio clan, el Banu Omeya, incluyendo a Marwán y a su medio hermano Al-Walid ibn Uqba, lo que se convirtió en la principal causa de agitación que resultó en su asesinato y las disputas que se siguieron durante el tiempo de Alí y la rebelión de Muawiya, otro miembro del clan de Uthmán. Esto resultó en últimas en el establecimiento de un firme poder dinástico en manos del clan Banu Omeya después de que Husáin, hijo menor de Alí con Fátima, muriera en la Batalla de Kerbala. 
El clan Omeya era una tribu de élites de La Meca que se había opuesto de manera vehemente a Mahoma bajo el liderazgo de Abu Sufyan (padre de Muawiya) hasta justo antes de la conquista de La Meca. Con su llegada al poder como sucesores de Mahoma gracias al ascenso de Uthmán al califato, la sociedad igualitaria que se había formado como resultado de la revolución de Mahoma fue reemplazada por una sociedad estratificada entre quienes tenían bienes y quienes no, gracias al nepotismo y, en palabras de El-Hibri, al "usar los ingresos de caridad religiosa (zakat) para subsidiar intereses familiares, que Uthmán justificó como al-sila (apoyo filial piadoso)." 
El cuarto califa, Alí, durante su corto régimen después de Uthmán mantuvo un estilo de vida austero e intentó con mucho esfuerzo traer de vuelta el sistema igualitario y la supremacía de la ley sobre el gobernante idealizado en el mensaje de Mahoma, pero se enfrentó con una continua oposición y guerras sucesivas, primero contra la alianza entre Aisha, Talhah y Zubair, luego contra Muawiya y finalmente contra los jariyíes. Después de su muerte sus seguidores eligieron de inmediato a Hasan ibn Ali, su hijo mayor con Fátima, como su sucesor. Hasan, sin embargo, firmó al poco un tratado con Muawiya renunciando al poder en favor de este, con una condición entre otras que cualquiera de los dos que viviera más que el otro sería el califa y que este califa no designaría un sucesor sino que dejaría el asunto de su elección al público. Hasan murió luego envenenado y Muawiya gozó de un poder sin rivales. Sin honrar su tratado con Hasan, nominó a su hijo Yazid como su sucesor. Tras la muerte de Muawiya, Yazid pidió a Husaín, el hermano menor de Hasan, hijo de Alí y nieto de Mahoma, que le ofreciera su alianza, a lo que este se rehusó. Su caravana fue entonces rodeada por el ejército de Yazid en Kerbala y fue asesinado allí con todos sus acompañantes hombres, un total de 72 personas, en una batalla que duró un día y en la que Yazid se estableció como soberano, si bien un fuerte levantamiento público explotó tras su muerte en contra de su distanía para vengar la masacre de Kerbala. El clan Banu Omeya, sin embargo, pudo suprimirlos rápidamente y gobernó al mundo musulmán hasta que fueron expulsados finalmente por el califato abasí.

### El Califato y la Monarquía Dinástica del clan Banu Abasí
El gobierno y "califato" del Clan Omeya llegó a su fin a manos del Clan Banu Abasí, una rama del clan Banu Háshim, la tribu de Mahoma, sólo para dar inicio a otra monarquía dinástica descrita como califato a partir del año 750. Este periodo es visto como formativo en el islam suní en tanto los fundadores de las cuatro escuelas (Abu Hanifah, Malik bin Anas, Shafi'í y Ahmad bin Hanbal) practicaron todos durante este tiempo, así como Yaʿfar as-Sadiq  quien elaboró la doctrina del Imamato, la base del pensamiento religioso chiita. No había una fórmula claramente aceptada para determinar la sucesión en el califato Abasí. Dos o tres hijos u otros familiares del califa que moría aparecían como candidatos al trono, cada uno apoyado por su propio grupo de seguidores. Una prueba de fuerza ocurría entonces y el grupo más poderoso ganaba y esperaba el favor del califa que habían apoyado una vez ascendiese al trono. El califato de esta dinastía terminó con la muerte del califa Al-Ma'mún en el año 833, cuando empezó el periodo de dominación Turca.

### El islam suní en la Era Contemporánea
La caída, al final de la Primera Guerra Mundial, del Imperio otomano, el mayor imperio suní durante seis siglos, marcó el final del califato. Esto devino en protestas suníes en lugares lejanos incluyendo el Movimiento Khilafat en la India, que luego tras la independencia de la Gran Bretaña dividió a Pakistán, dominado por suníes, de la India secular. Pakistán, el estado suní con mayor población al momento de su nacimiento, se dividió después en Pakistán y Bangladés. La caída del califato Otomano también devino en el surgimiento de Arabia Saudita, una monarquía dinástica absoluta con el apoyo de los británicos y de Muhámmad ibn Abd al-Wahhab, el fundador del Wahabismo. A esto le siguió el considerable surgimiento del Wahabismo, el Salafismo y el Yihadismo bajo la influencia de las predicaciones de Ibn Taymiyya, un autoproclamado defensor de las tradiciones de Ahmad bin Hanbal. Las circunstancias producidas por la guerra fría terminaron en un apoyo a la radicalización de los refugiados afganos en Pakistán, entrenados y armados para luchar contra el régimen comunista apoyado por fuerzas de la URSS en Afganistán, dando origen a los Talibanes. Los talibanes le quitaron el poder a los comunistas en Afganistán y formaron un gobierno bajo el liderazgo de Mohammad Omar, quien fue llamado "Emir de los fieles," una forma honorífica de dirigirse a los califas. El régimen Talibán fue reconocido por Pakistán y Arabia Saudita hasta que tuvo lugar el 9/11, perpetrado por Osama bin Laden - un saudita de nacimiento y resguardado por los talibanes, resultando en la guerra contra el terroirsmo lanzada contra los talibanes.
La secuencia de eventos del siglo XX ha llevado a resentimiento en algunos sectores de la comunidad suní debido a la pérdida de preeminencia en varias regiones previamente de dominación suní como el Levante, la Mesopotamia, los Balcanes, el Cáucaso Septentrional y el subcontinente indio. El último intento de un grupo de salafís por restablecer un califato suní se vio en el surgimiento del grupo militante del Estado Islámico, cuyo líder Abu Bakr al-Baghdadi es conocido entre sus seguidores como califa y Amir-al-maumineen, "Comandante de los Fieles." El Yihadismo, sin embargo, es objeto de oposición desde el interior de la comunidad musulmana (Umma en árabe) en todas las regiones del mundo, tal y como se evidencia en las protestas del casi 2% de la población musulmana de Londres protestando contra el Estado Islámico.
Siguiendo la aproximación puritana de Ibn Kathir, Muhammad Abduh y Muhmmad Rashid Rida, muchos tafsi (tratados exegéticos) contemporáneos restan importancia a la anterior significación del material bíblico (Isra'iliyyat). La mitad de los comentarios árabes rechazan el Isra'iliyyat en general, en tanto que los tafsir turcos usualmente permiten referencias parciales al material bíblico. Sin embargo, la mayoría de comentaristas no árabes los consideran inútiles o no aplicables. No se pudo hallar una referencia directa al conflicto Israel-Palestina. Aún no es claro si el rehusarse al Isra'ilyyat está motivado por el discurso político o solo por el pensamiento tradicionalista. El uso de tafsir'ilmi es otra característica notable de los tafsir suníes modernos. Tafsir'ilmi se refiere a supuestos milagros científicos encontrados en el Corán. En breve, la idea es que el Corán contiene conocimiento acerca de temas que un autor del siglo VII no podría tener. Tales interpretaciones son populares entre muchos comentaristas. Sin embargo, algunos académicos, como los Comentadores de la Universidad Al-Azhar, rechazan esta aproximación, arguyendo que el Corán es un texto para la guía religiosa, no para la ciencia y teorías científicas que pueden ser refutadas después, de forma que el tafsir'ilmi podría llevar a interpretar pasajes del Corán como falsedades. Las tendencias modernas en la interpretación islámica se aprecian usualmente como ajustándose a una audiencia moderna y purificando al islam de supuestas alteraciones, algunas de las cuales se cree fueron corrupciones intencionales insertadas en el islam con el objeto de aminorar y corromper su mensaje.

## Seguidores
Los suníes creen que los Sahaba, acompañantes del profeta Mahoma, son transmisores fieles del islam, pues Dios y Mahoma aceptaron su integridad. Las fuentes medievales incluso prohíben maldecirlos o vilipendiarlos. Esta creencia se basa en tradiciones proféticas como la narrada por Abdullah ibn Masud, en la que Mahoma dice: "Las mejores personas están en mi generación, seguidas de quienes vienen tras de ellas, y luego aquellos que vienen después."  También se encuentra apoyo a esta perspectiva en el Corán, de acuerdo con los Suníes. Por tanto, las historias de los Sahaba también se toman confiablemente en cuenta para el conocimiento de la fe islámica. Los suníes creen también que los acompañantes eran verdaderos creyentes, pues a ellos les fue asignada la tarea de compilar el Corán.
El islam suní no tiene una jerarquía formal. Los líderes son informales, y ganan influencia a través del estudio para hacerse escolares de la ley islámica (sharia) o la teología islámica (Kalam). El liderazgo religioso y político están en principio abiertos a todos los musulmanes. De acuerdo con el Centro Islámico de Columbia, Carolina del Sur, cualquier persona con inteligencia y voluntad puede hacer escolar islámico. Durante los servicios de día en las Mezquitas los viernes la congregación escoge a una persona bien educada para dirigir el servicio, conocida como un Jatib ("el que habla").
Un estudio llevado a cabo por el Pew Research Center en 2010 y publicado en enero de 2011 encontró que hay mil seiscientos millones de musulmanes en el mundo, de los que estima 85-90% son suníes.
La profesión de fe. Ante testimonios y en los principales momentos de la vida, el creyente tiene que recitar la fórmula: «No existe ningún Dios excepto Dios, y Mahoma es su profeta». Por otra parte, para ser musulmán no existe ningún rito de iniciación o bautismo, sólo es preciso recitar esta profesión de fe.
 2.La plegaria ritual. Cinco veces al día, a horas determinadas y en dirección a La Meca, los fieles tienen que dirigirse a Alá con la oración. Una sola oración, la del mediodía del viernes, debe ser hecha en común y en la mezquita. Se recitan suras del Corán y siempre se repite la invocación «Allah akbar» («¡Alá es grande!»).3.La limosna. La limosna tiene dos modalidades: la ejercida espontánea y libremente para agradar a Dios y la reglamentada y obligatoria (zakat) según la cual todos los musulmanes han de aportar a los pobres y a la comunidad una décima parte de sus rentas y capital.
 4.El ayuno durante el mes del ramadán. El ramadán es el noveno mes del calendario lunar y es el mes en lo que comenzó la revelación del Corán. Desde el amanecer hasta el atardecer, los fieles han de abstenerse de comer y beber, de fumar y de tener relaciones sexuales.
 5.La peregrinación a La Meca. Por lo menos una vez en la vida, los musulmanes adultos que disponen de medios suficientes, tienen que peregrinar a La Meca y a la Gran Mezquita; ante la 'piedra negra' o Ka'ba, tienen que proclamar conjuntamente.

## Escuelas de ley islámica suní omadhabs
Un madhab es una forma tradicional de interpretar la ley islámica. Las escuelas fueron iniciadas por eminentes estudiosos musulmanes en los cuatro primeros siglos del islam. La mayoría de los suníes creen que no existe nadie con vida con la estatura de los fundadores de los cuatro madhabs. Consideran que los estudiosos contemporáneos pueden hacer comentarios sobre las tradiciones, pero no pueden crear una nueva escuela; esta creencia se conoce como "el cierre de la verja de iŷtihād". Un madhab no debe ser confundido con una secta. Algunos suníes opinan que se debe elegir un madhab y seguirlo, otros afirman que es aceptable mezclarlos.
- Hanafí (basada en el trabajo de Abu Hanifa, 699-767, de procedencia iraní). Esta rama admite la analogía como fuente del derecho.[9]
- Malikí (fundada por Malik ibn Anas Ibn Shafi, 714-796, un jurista de la ciudad de Medina). También llamada "Escuela de Medina", bastante rigorista, que, no obstante, acepta los hadices (hechos ocurridos en tiempos del Profeta e interpretados por él mismo).[10][11]
- Shafi'í (fundada por Shafi'i, 767-820, un alumno de Malik). Otra escuela más abierta y menos rígida del islam suní. Fundó la jurisprudencia religiosa y admite el razonamiento analógico (qiyyās) y el consenso (iŷma'a) como fuentes del derecho.
- Hanbalí (fundada por Ahmad bin Hanbal, 780-855, un alumno de Shafi'i). Se considera la escuela más rigurosa del islam suní. Para ellos, el Corán y la Sunna son ley. Esta escuela jurídica no los considera únicamente una fuente del derecho. Abogan por una interpretación y una aplicación literalista del islam. En Arabia Saudí es escuela jurídica oficial, tomando la forma más rigurosa del wahabismo. Por tanto, no acepta la analogía ni el iŷtihad o ijtihad o interpretación lógica.

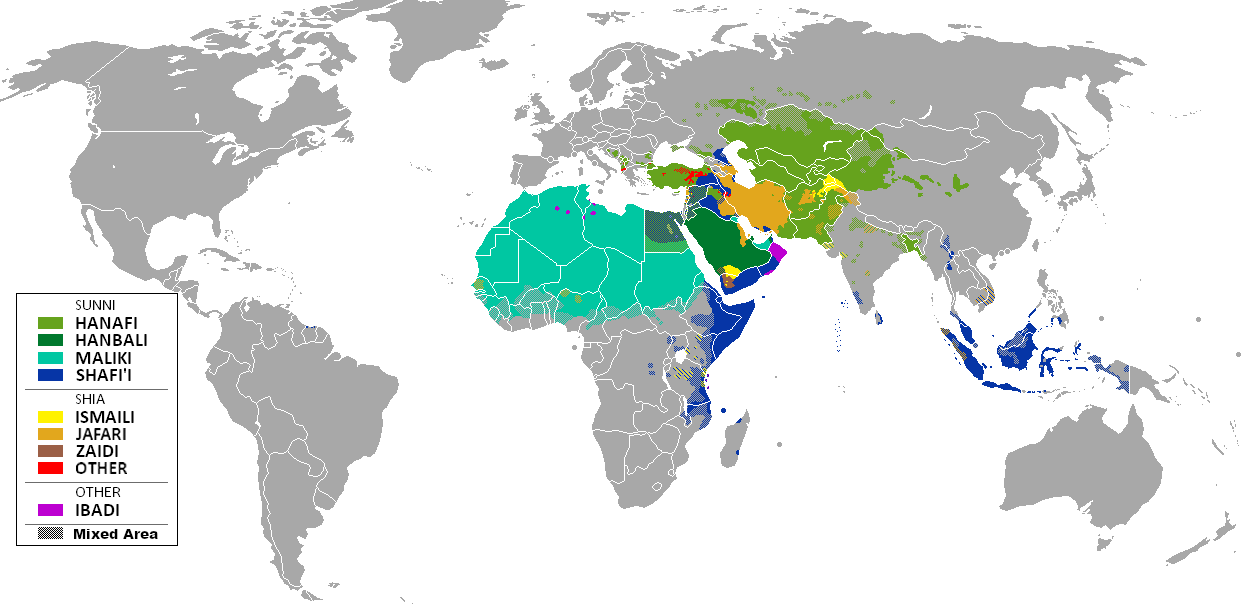
Distribución geográfica de los madhab.

## Tradición teológica suní o 'aquidah
Algunos estudiosos islámicos se plantearon cuestiones que consideraban que no estaban contestadas específicamente por el Corán o la Sunna, sobre todo respecto de asuntos filosóficos como la naturaleza de Dios, la posibilidad del libre albedrío o la existencia eterna del Corán. Se desarrollaron varias escuelas de teología y filosofía para contestar estas preguntas, cada una declarándose fiel al Corán y a la tradición musulmana (sunna). Entre los musulmanes suníes, varias escuelas de pensamiento teológico surgieron de las ciencias del kalam, en oposición a los textualistas que se mantienen firmes en la afirmación de los textos sin inmiscuirse en especulaciones filosóficas, que ven como una innovación en el islam. Las siguientes son las escuelas teológicas dominantes que crecieron. Las tres son aceptadas por musulmanes alrededor del mundo y se consideran parte de la "ortodoxia islámica." Hay acuerdo en cuanto a las creencias centrales del islam suní clásico (los seis pilares del iman) y que están consignadas en el Credo de Tahawi.

### Ashariyyah
El Asharismo o Ash'ariyyah, fundada por Abu al-Hasan al-Ash'ari (874–936). Esta escuela teológica sobre el Aqidah (credo), fue adoptada por muchos escolares musulmanes y se desarrolló en distintas partes del mundo islámico a lo largo de la historia. El célebre teólogo Al-Ghazali escribió extensamente sobre este credo discutiéndolo y concordando en algunos de sus principios. La teología ashariyyah enfatiza la revelación divina por encima de la razón humana. En oposición a los Mu'tazilitas, afirman que la ética no puede derivarse de la razón humana, sino que las órdenes de Dios, reveladas a través del Corán y las Sunna (las prácticas de Mahoma y sus acompañantes, tal y como han sido escritas en las tradiciones o hadiz), son la fuente única de toda moralidad y ética.
En cuanto a la naturaleza de Dios y los atributos divinos, los teólogos ashariyyah rechazaron la postura de los teólogos mu'tazilitas de que todas las referencias en el Corán respecto a que Dios tiene atributos reales eran metafóricas. Los ashariyyah insistían en que estos atributos eran "los que mejor se ajustaban a Su Majestad." La lengua árabe es un lenguaje ampliio en el que una sola palabra puede tener 15 significados diferentes, de forma que los ashariyya se proponen encontrar el significado que mejor se ajuste a Dios y no sea contradicho en el Corán. Por lo tanto, cuando Dios declara en el Corán, "Él, quien no se parece a nada en Su creación," esto significa claramente que a Dios no se le puede atribuir ninguna parte corporal pues Él creó las partes corporales. Los ashariyya tienden a enfatizar la omnipotencia divina sobre el libre albedrío y creen que el Corán es eterno y no-creado.

### Maturidismo
El maturidismo es una tradición teológica fundada por Abu Mansur al-Maturidi (944). El maturidismo fue la tradición principal en Asia Central basada en la jurisprudencia Hanafí. Está más influenciada por las interpretaciones persas del islam y menos por las tradiciones establecidas dentro de la cultura árabe. En contraste con la aproximación tradicionalista, el Maturidismo permite rechazar hadices con base exclusivamente en la razón. La revelación, no obstante, sigue teniendo importancia en tanto infoma a las personas acerca de aquello que se encuentra más allá de sus límites intelectuales, como el concepto de la vida después de la muerte. En contraste, la ética no requiere de profecía o revelación, sino que puede entenderse exclusivamente por la vía de la razón. Una de las tribus, los selyúcidas, migraron a Turquía, donde después se establecería el Imperio Otomano. Su escuela preferida de jurisprudencia alcanzó una nueva prominencia a lo largo de todo el imperio, si bien era seguida aún de manera casi exclusiva por los seguidores de la escuela Hanafí, en tanto que los seguidores de las escuelas Shafi'í y Malikí dentro del imperio seguían las escuelas de pensamiento Ash'ari y Athari. Así pues, donde quiera que haya seguidores Hanafí se puede encontrar el credo Maturidi.

### Atharismo o Teología Tradicionalista
La teología tradicionalista es un movimiento de escolares islámicos que rechazan la teología islámica racionalista (kalam) en favor de un textualismo estricto al interpretar el Corán y la Sunna. El nombre deriva de "tradición" en su sentido técnico como traducción de la palabra árabe hadiz. Se le llama a veces atharismo (athariyyah) así como por varios otros nombres. Athariyyah no tiene un fundador específico, puesto que es la creencia de los primeros musulmanes (salaf us saleh o predecesores piadosos). Sin embargo, el imán Ahmad ibn Hanbal ejerció un rol histórico en mantener esta escuela con vida. Sostiene que Dios es tal cual se describe a sí mismo en el Corán y las Sunnas, y se aferra a las pruebas que se encuentra en las narraciones auténticas; de ello procede el nombre de "Athar" que proviene de "narración".
Los adherentes a la teología tradicionalista creen que el significado zahir (literal, aparente) del Corán y los hadices tienen autoridad exclusiva en asuntos de creencia y de ley, y que el uso de la disputa racional está prohibido incluso si verifica la verdad. Se involucran en una lectura literal del Corán, en oposición a una basada en ta'wil (interpretación metafórica). No intentan conceptualizar racionalmente los significados del Corán y creen que sus realidades deben consignarse a Dios solamente (tafwid). En esencia, el texto del Corán y los hadices se acepta sin preguntarse "cómo" o "Bi-la kaifa."
La teología tradicionalista surgió como un grupo de estudiosos de los hadices que eventualmente se convirtió en un movimiento llamado ahl al-hadith bajo el liderazgo de Ahmad ibn Hanbal. En cuestiones de fe, se enfrentaron a los mu'tazilitas y otras corrientes teológicas, condenando muchos puntos de su doctrina así como los métodos racionalistas que usaban al defenderlos. En el siglo X, al-Ash'ari y al-Maturidi encontraron un punto medio entre el racionalismo mu'tazilita y el literalismo de Hanbal, usando los métodos racionalistas defendidos por los mu'taziitas para defender la mayoría de principios de la doctrina tradicionalista. Si bien los escolares, en su mayoría Hanbalitas, que rechazaron esta síntesis eran la minoría, su aproximación emotiva y narrativa hacia la fe siguió siendo influyente entre las masas urbanas en algunas áreas, particularmente en el Bagdad del Califato abasí. 
Mientras el asharismo y el maturidismo son llamados a menudo la "ortodoxia" suní, la teología tradicionalista ha crecido junto a estos, rivalizando con estos por ser llamado la fe suní ortodoxa. En la era moderna, esta corriente ha tenido un impacto desproporcionado sobre la teología islámica, al ser apropiado por el wahabismo y otras corrientes salafistas tradicionalistas, y se ha expandido bastante más allá de los confines de la escuela Hanbalí de leyes.